# Territorio Nacional de los Andes

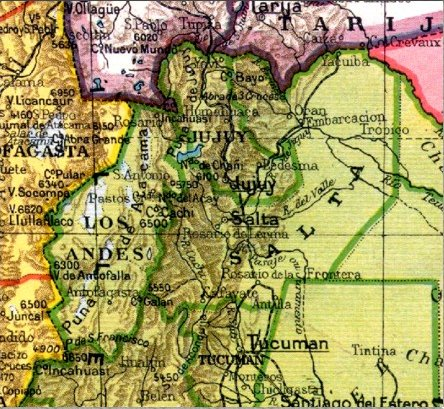
Historische Karte von Nordwestargentinien, im Westen das Territorio Nacional de los Andes

Das Territorio Nacional de los Andes, auch als Gobernación Nacional de los Andes bekannt, war eine administrative Region in Argentinien, die zwischen 1899 und 1943 bestand. Sie umfasste fast das gesamte Gebiet der argentinischen Puna, einer Hochwüste im äußersten Nordwesten Argentiniens.

## Geschichte
1814 wurde inmitten der Unabhängigkeitskriege das Departamento Atacama gegründet, das zuerst zu Salta gehörte und die genannten Gebiete umfasste. Nach einer unilateralen Annexion 1821 gehörte das Territorium zu Bolivien, bis es 1890 schließlich Argentinien zugesprochen wurde, nachdem wegen des Abtritts des Küstengebiets im Salpeterkrieg an Chile keine Kommunikationsverbindung mehr zwischen dem bolivianischen Kernland und dem Gebiet bestand. Ein Teil wurde jedoch von Chile besetzt, das trotz argentinischer Reklamationen etwa ein Viertel des Gebiets behielt. Nach dieser Festlegung umfasste das neue Territorium 62.642 km².
1899 wurde per Gesetz das Territorio Nacional de los Andes gegründet und 1900 die dafür vorgesehene Regierung, die Gobernación Nacional de los Andes eingesetzt. Die erste Hauptstadt lag in einer kleinen Ansiedlung namens Navarro. Kurz danach wurde es in drei Departamentos, Susques (Norden), Pastos Grandes (Mitte) und Antofagasta de la Sierra (Süden) eingeteilt.
1902 wurde von der Provinz Salta das Departamento La Poma an das Nationalterritorium abgetreten. Wegen der besseren Zugänglichkeit wurde Navarro aufgegeben und die Hauptstadt in San Antonio de los Cobres eingerichtet. Das Territorium hatte nun folgende Departamentos:
- San Antonio de los Cobres, auch als Capital (Hauptstadt) bekannt. Es umfasste den Osten des heutigen Departamento Los Andes und das Departamento La Poma (beide heute Provinz Salta).
- Pastos Grandes, mit der Hauptstadt Santa Rosa de los Pastos Grandes. Es umfasste den Westen des Departamento Los Andes (heute Provinz Salta)
- Antofagasta de la Sierra, mit der Hauptstadt Antofagasta de la Sierra (heute Provinz Catamarca)
- Susques, mit der Hauptstadt Susques (heute Provinz Jujuy)

Trotz des Reichtums der Bodenschätze in der Region wurde das Territorium von der argentinischen Zentralregierung zugunsten der Pampa-Region vernachlässigt. Auch der Bau der Zugstrecke C-14, heute als tren a las nubes bekannt, konnte den Verfall nicht aufhalten. Dies führte zu einem Rückgang der ohnehin schon geringen Bevölkerung von 2.508 Einwohnern im Jahr 1905 auf 2.348 im Jahr 1912. Auch in den kommenden Jahren konnte der Rückstand der Region nicht aufgeholt werden.
1943 wurde das Territorium endgültig aufgelöst und neu verteilt: Das Departamento Susques kam zur die Provinz Jujuy, San Antonio de los Cobres und Pastos Grandes zu Salta sowie Antofagasta de la Sierra zu Catamarca.